# Route 26 (Ontario)
Pour les articles homonymes, voir Route 26.
La route 26 est une route provinciale de l'Ontario reliant Owen Sound à Barrie, suivant la rive du sud de la baie Géorgienne. Elle s'étend sur 113,7 kilomètres.

## Tracé
La route 26 débute dans le centre-ville de Owen Sound en tant que 16th Street., elle se dirige ensuite vers l'est jusqu'à Meaford, où elle commence à suivre la rive sud de la baie Géorgienne en passant entre autres dans Thornbury et dans Collingwood. Tout juste à l'ouest de Wasaga Beach, la route 26 bifurque vers le sud jusqu'à Stayner, où elle reprend l'est jusqu'à Midhurst. À Midhurst, elle bifurque à nouveau vers le sud pour se terminer sur l'autoroute 400 à Barrie après avoir parcouru une distance de 113,7 kilomètres.

## Projet futur
Un tronçon de la route est en train de devenir une route à 2 voies avec échangeurs, tout juste à l'ouest de Wasaga Beach. Ceci permettrait de réduire intensément le trafic sur la route 26, car beaucoup de gens prenaient la route 26 pour se rendre au lieu touristique de Wasaga Beach. Par ailleurs, un échangeur sera mis en place avec Collingwood Airport Rd. pour faciliter l'accès à l'aéroport.